# Современные изобретения
«Современные изобретения» (англ. Modern Inventions) — американский анимационный короткометражный фильм 1937 года производства Walt Disney Productions и выпущенный United Artists. Мультфильм с участием Дональда Дака, когда он посещает вымышленный музей современных чудес. Премьера состоялась 29 мая 1937 года.

## Сюжет
Дональд посещает Музей достижения современности. Он использует четверть доллара на нитке, чтобы войти в Музей. Когда он вошёл, его шляпу забирает робот-дворецкий. После того, как робот-дворецкий забрал шляпу у Дональда, он использует магический трюк для преобразования новой шляпы. Далее он идёт к чемодану, из которого вылезает робот. Он над ним смеётся, после чего робот тыкает ему в глаза. Далее робот-дворецкий снова забирает шляпу и Дональд снова делает магический трюк. Дональд идёт к упаковочной машине с надписью «Не трогать». Он игнорирует эту надпись и нажимает на рычаг, после чего машина его упаковывает. Далее Дональд теряет шляпу за шляпой.
Дальше дворецкий преследует за ним, и он прячется в коляске. Дональд начинает вести как ребёнок. Далее машина начинает с ним играть, давать молоко, надевать подгузник. Из-за этого Дональд начинает волноваться и он вылезает из коляски. После этого дворецкий находит Дональда и он забирает шляпу.
Дальше Дональд идёт к машине, которая умеет стричь. Однако, он не опускает монету, в результате чего, ему вместо этого стригут заднюю часть тела. После стрижки привело Дональда взрывную ярость.

## Озвучивание
- Кларенс Нэш — Дональд Дак
- Билли Блэтчер — робот-дворецкий
- Адриана Казелотти — робот-коляска
- Клифф Эдвардс — робот-парикмахер

## Релиз
- 1985 – «Cartoon Classics: The Continuing Adventures of Chip 'n' Dale Featuring Donald Duck» (VHS)